# (33864) 2000 JP12
2000 JP12 (asteroide 33864) é um asteroide da cintura principal. Possui uma excentricidade de 0.20546120 e uma inclinação de 3.90601º.
Este asteroide foi descoberto no dia 6 de maio de 2000 por LINEAR em Socorro.